# فاندجالا
فاندجالا (بالإنجليزية: Vandjala)‏ هي قرية تقع في إستونيا في Jõelähtme Parish.